# Truesdale (Iowa)
Truesdale – miasto w Stanach Zjednoczonych, w stanie Iowa, w hrabstwie Buena Vista. W 2000 roku liczyło 91 mieszkańców.